# Joseph Peter Kerwin
Joseph Peter Kerwin (Oak Park, 19 de febrero de 1932) es un médico y ex-astronauta estadounidense de la NASA, que se desempeñó como piloto de ciencias para la misión Skylab 2 del 25 de mayo al 22 de junio de 1973. Él fue el primer médico en ser seleccionado para el entrenamiento de astronautas.

## Biografía

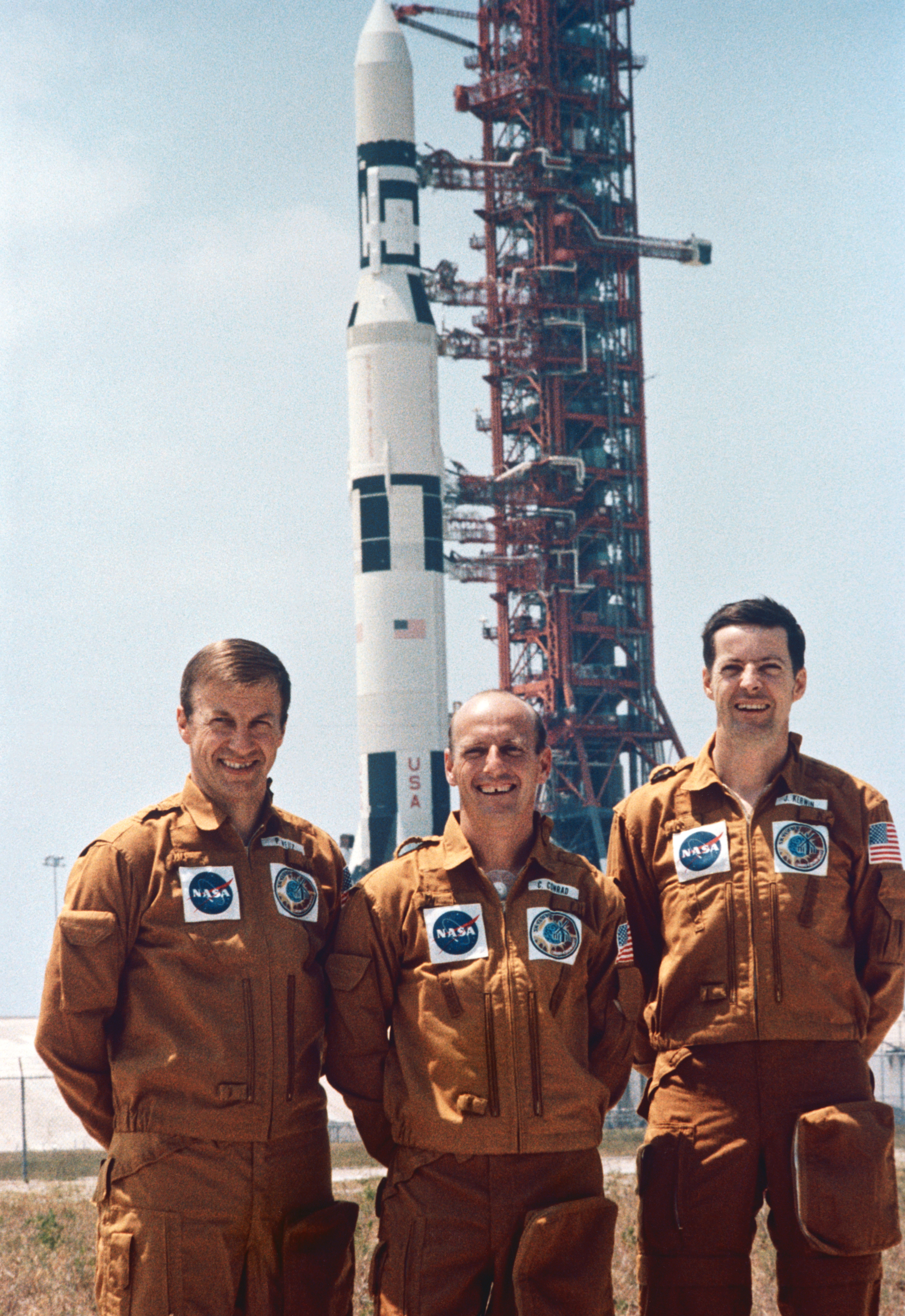
Paul J. Weitz, (izquierda) Charles Conrad Jr. (centro); y Joseph P. Kerwin (derecha); La primera tripulación de la estación espacial de Estados Unidos pasaría 28 días en el espacio.

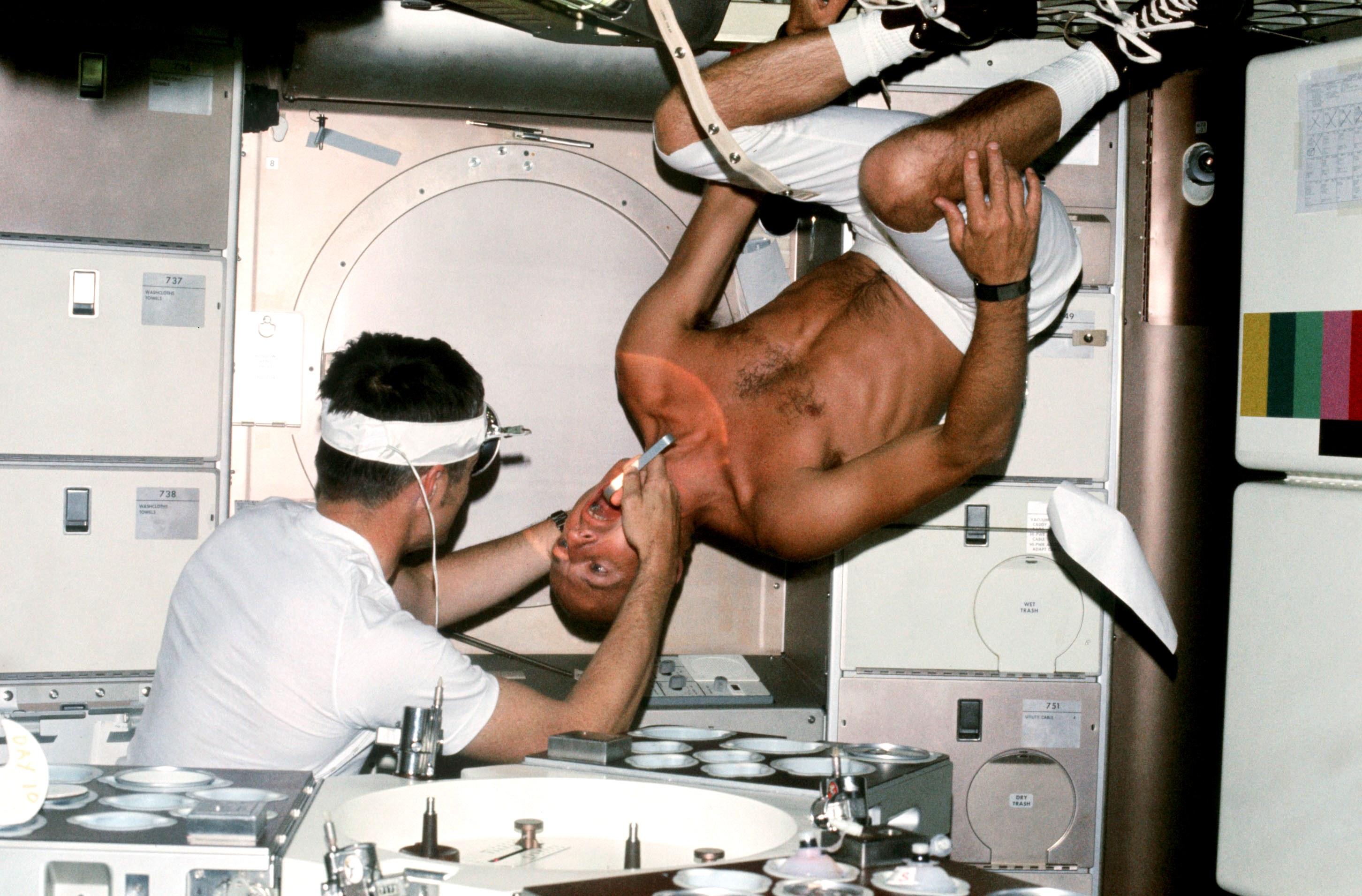
Kerwin administra un examen dental al comandante de la misión Skylab 2, Charles Conrad.

### Primeros años y educación
Nació en Oak Park, Illinois, el 19 de febrero de 1932, Kerwin se graduó de la Fenwick High School, una escuela privada en Oak Park, en 1949, recibió una Licenciatura en artes y otra en filosofía de la universidad de Holy Cross, Worcester, Massachusetts, en 1953, obtuvo un doctorado en medicina de la facultad de medicina de la universidad NorthWestern, ubicada en Chicago, Illinois, en 1957; completó su pasantía en el Hospital General del distrito de Columbia en Washington D. C.; y asistió a la escuela de Aviación y medicina de la marina de los Estados Unidos en la estación Aérea naval de Pensacola, Florida, designado cirujano de vuelo en diciembre de 1958.

### Carrera militar
Kerwin fue capitán en el cuerpo médico de la marina, comisionado en julio de 1958, obtuvo su insignia de cirujano de vuelo en Beeville, Texas en 1962. Logró 4500 horas de vuelo.

### Carrera en la NASA
Kerwin fue seleccionado como científico-astronauta por la NASA en junio de 1965. Se desempeñaba como piloto y cirujano de vuelo de la armada en el momento de su selección.
Fue uno de los comunicadores de cápsula (CAPCOM) en el Apolo 13 (1970). Se desempeñó como piloto de ciencias para la misión Skylab 2 (SL-2) que se lanzó el 25 de mayo y aterrizó el 22 de junio de 1973, junto a él estaban Charles "Pete" Conrad (comandante de la nave espacial) y Paul J. Weitz (piloto).
Posteriormente, Kerwin estuvo a cargo del Cuerpo de astronautas de la NASA donde coordinó la actividad de los astronautas que implican encuentros, despliegue y recuperación de satélites, y otras operaciones de carga útil del transbordador espacial. Kerwin formó parte del equipo de transmisión de NBC para la cobertura del lanzamiento de STS-1.
De 1982 a 1983, Kerwin se desempeñó como representante científico principal de la NASA en Australia. En esta capacidad, sirvió de enlace entre la Oficina de Sistemas de Datos y Rastreo Espacial de la NASA y la Organización de Investigación Científica e Industrial de la Commonwealth de Australia (C SIRO). Durante este tiempo, se consideró que Kerwin volaría en la misión que se convertiría en STS-41-C (entonces conocida como STS-13), pero su asignación en Australia impidió su selección.
De 1984 a 1987, Kerwin se desempeñó como Director de Ciencias Espaciales y de la Vida en el Centro Espacial Johnson. Allí, fue responsable de la dirección y coordinación del apoyo médico a los programas operativos de naves espaciales tripuladas, incluida la atención médica y el mantenimiento de los astronautas y sus familias; para dirección de servicios médicos, investigación de apoyo y proyecto de experimento ligero; y para gestionar las ciencias terrestres de JSC y los esfuerzos científicos en la investigación lunar y planetaria. En 1986, emitió un informe sobre las muertes de la tripulación fallecida en el desastre del Challenger al Administrador Asociado para el Vuelo Espacial, Richard H. Truly.

### Carrera post-NASA
Kerwin se retiró de la Marina, dejó la NASA y se unió a la Lockheed Corporation en 1987. En Lockheed, administró el Proyecto de Sistemas Extravehiculares, proporcionando hardware para la estación espacial Freedom, de 1988 a 1990; con Paul Cottingham y Ted Christian inventaron la Ayuda simplificada para rescate EVA (SAFER), probada por primera vez por astronautas que caminan por el espacio en la Estación Espacial Internacional (ISS) durante el vuelo del transbordador espacial STS-64. Luego se desempeñó en el equipo Assured Crew Return Vehicle, y se desempeñó como Gerente de observación en el estudio de Transporte Humano, una revisión de la NASA de las futuras arquitecturas de transporte espacial. En 1994-1995 dirigió el grupo de enlace de Houston para el contrato FGB de Lockheed Martin, la adquisición del "remolcador espacial" ruso que se ha convertido en el primer elemento de la ISS. Sirvió en el Consejo Asesor de la NASA desde 1990 hasta 1993.
Se unió a Systems Research Laboratories (SRL) en junio de 1996, para servir como Gerente de Programa del equipo SRL que intentó ganar el Contrato de Soporte e Integración Médica en el Centro Espacial Johnson. El titular, KRUG Life Sciences, fue seleccionado. Luego, para su sorpresa, KRUG lo reclutó para reemplazar a su presidente en retiro, T. Wayne Holt. Se unió a KRUG el 1 de abril de 1997. El 16 de marzo de 1998, KRUG Life Sciences se convirtió en la Unidad de Negocios Especiales de Ciencias de la Vida de Wyle Laboratories de El Segundo, California.
Además de sus deberes en Wyle, Kerwin es miembro de la junta directiva del Instituto Nacional de Investigación Biomédica del Espacio (NSBRI) como representante de la industria. Se retiró de Wyle en el verano de 2004.

### Vida personal
Kerwin se casó con Shirley Ann née, Danville, Pennsylvania en 1960. Tienen tres hijas: Sharon (nacida el 14 de septiembre de 1963), Joanna (nacida el 5 de enero de 1966) y Kristina (nacida el 4 de mayo de 1968); y cinco nietos. Sus pasatiempos son la lectura y la música clásica . Reside en College Station, Texas con su familia.

## Organizaciones
Es miembro de la Asociación Médica Aeroespacial y miembro de la Asociación de Propietarios y Pilotos de Aeronaves.

## Premio y distinciones
• Medalla de servicio distinguido de la NASA
La tripulación de toda la Armada recibió la Medalla de Servicio Distinguido de la Armada en 1973, por el secretario de la armada. Los tres equipos de astronautas de Skylab fueron galardonados con el Trofeo Robert J. Collier en 1973 "Por demostrar sin lugar a dudas el valor del hombre en futuras exploraciones del espacio y la producción de datos beneficiosos para todas las personas en la Tierra". Gerald Carr aceptó el trofeo conmemorativo Dr. Robert H. Goddard de 1975 del presidente Ford, otorgado a los astronautas de Skylab. El equipo de Skylab recibió el Premio Haley de Astronáutica de la AIAA en 1974.
Fue uno de los 24 astronautas del Apolo que ingresaron al Salón de la Fama de los Astronautas de los Estados Unidos en 1997.

## Libros
Kerwin es coautor, junto con su compañero astronauta Owen K. Garriott y el escritor David Hitt, de Homesteading Space, una historia del programa Skylab publicado en 2008.

## En las películas
Kerwin es interpretado por Jack Hogan en la película de televisión de 1974 Houston, Tenemos un problema.
Kerwin aparece como él mismo en la película documental de 2018 Buscando a Skylab.